# Forstbauden

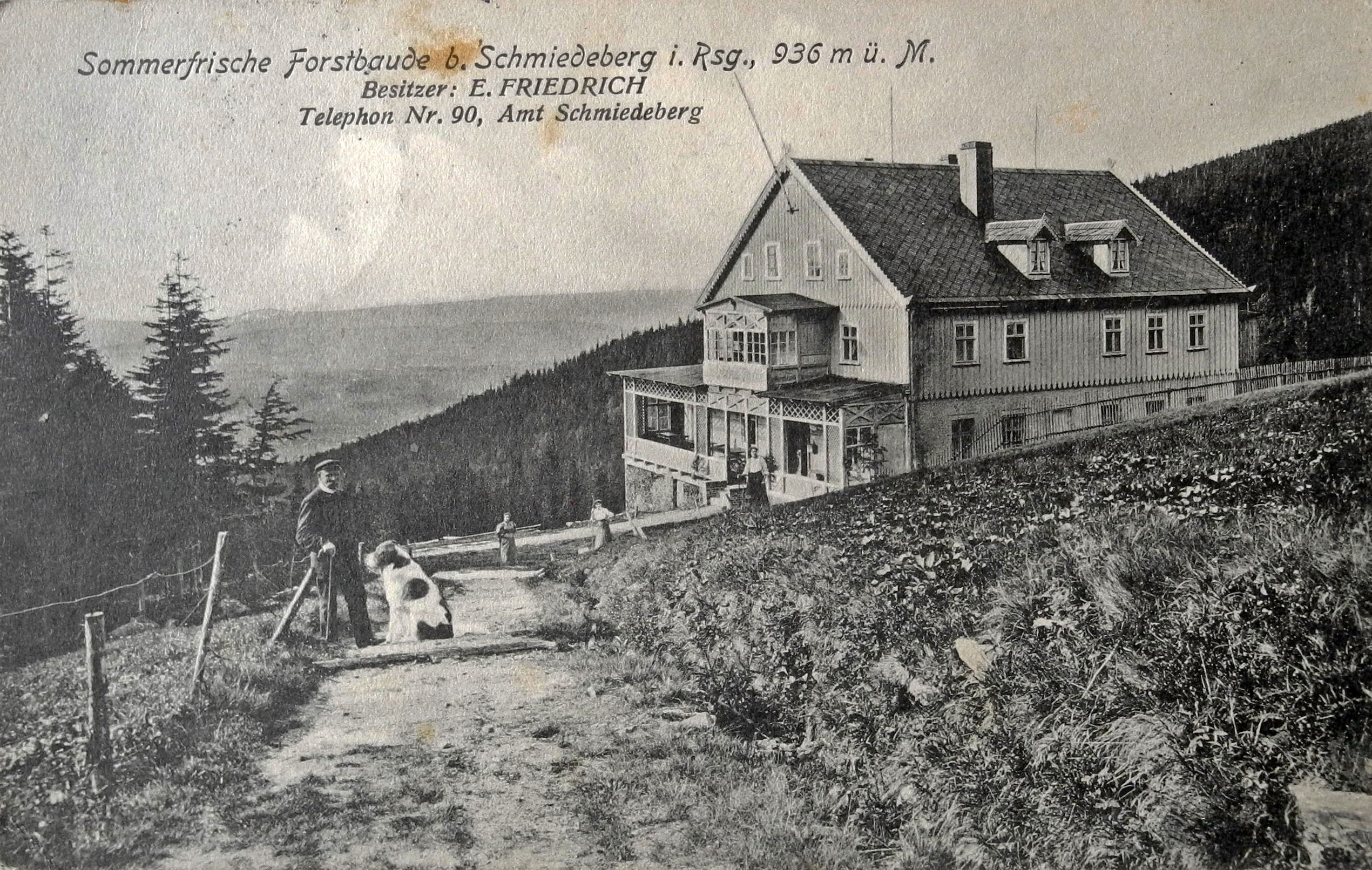
Die ehemalige Forstbaude bei Schmiedeberg im Riesengebirge

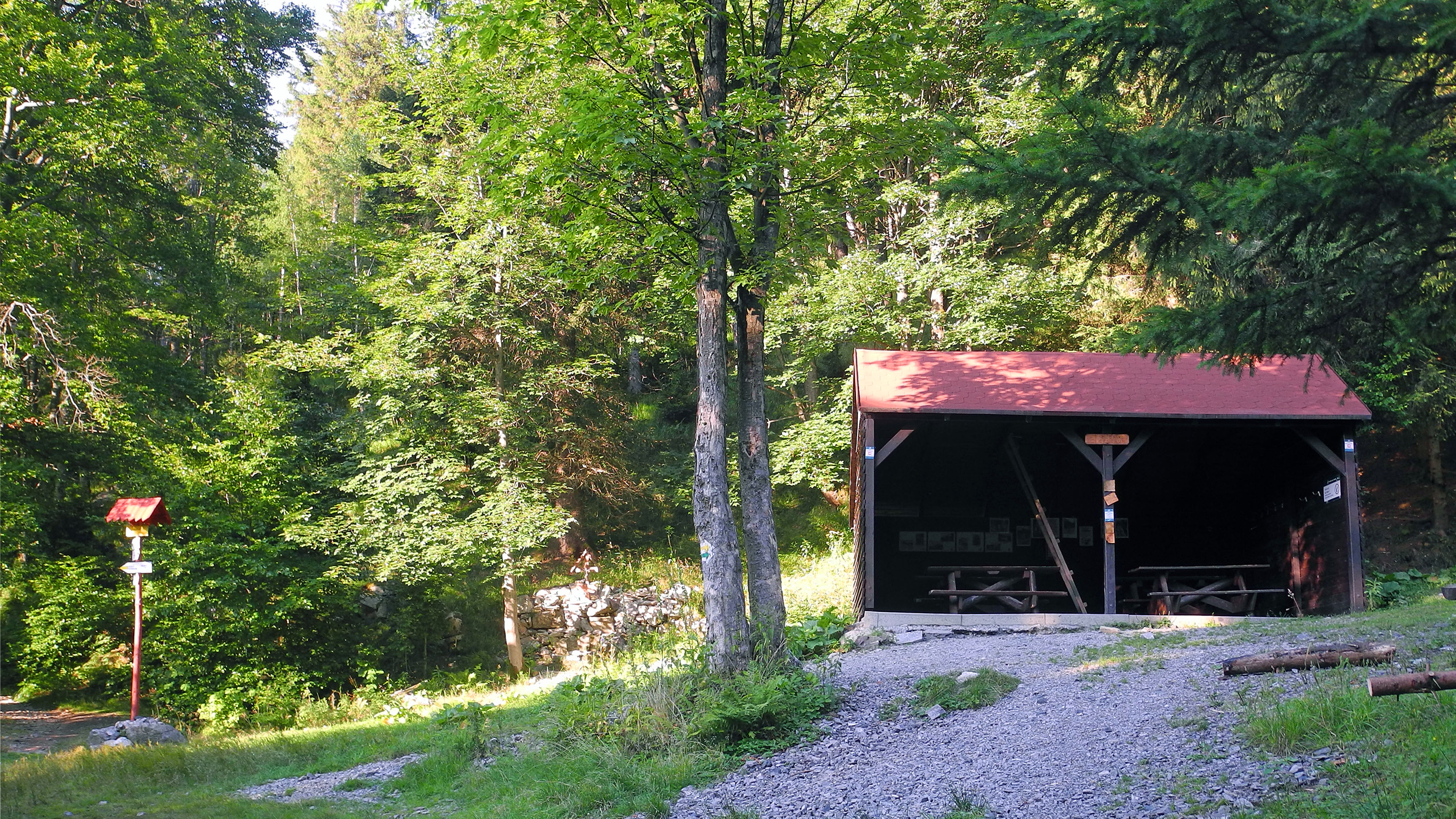
Heutiges Aussehen am Wanderweg „Tabaczana Ścieżka“ (Tabaksteig)

Forstbauden (auch Forstlangwasser, polnisch Budniki) war eine Ansiedlung im Riesengebirge, die nach 1950 aufgegeben wurde. 

Die Siedlung lag auf einer Höhe von etwa 860 m am Nordhang des Schmiedeberger Kamms (Kowarski Grzbiet), in der Mitte des Vierecks, das von den Bergen Tafelstein (1284 m, Skalny Stół) im Südwesten, Czoło (1266 m) im Südosten, Ochsenberg (1041 m, Wołowa Góra) im Nordosten und  Zimmerberg (856 m, Izbica) im Nordwesten gebildet wird.
 
Die Bergsiedlung war im Dreißigjährigen Krieg ab 1622 entstanden, als Anwohner aus Schmiedeberg (Kowary) wegen der Kriegswirren hier in den Gebirgswäldern Zuflucht suchten. Weitere zeitweilige Siedlungen an den Hängen des  Ochsenbergs (Wołowa Góra) waren: Oberstädtel (Górne Miasto), Niederstädtel (Dolne Miasto), Baudenbusch (Zarośla Budziarskie), Wochenbett (Połóg) und Kirchplan (Kościelna Płaszczyzna).

Ursprünglich hieß die Siedlung Forstbauden, später auch als Forstlangwasser bezeichnet, da sie am Langwasserbach (polnisch Malina) lag. Hier auf einer Lichtung am Bach lagen die Wiesen, die durch Rodung entstanden waren. Die Bevölkerung lebte von der Viehzucht und der Forstwirtschaft, aber auch von Wilderei und Schmuggel. Auf Grund der Lage am Nordhang des Gebirges erhielt der Ort für etwa 110 Tage kein direktes Sonnenlicht. Für die armen Einwohner wurde von der Gräfin Wanda Czartoryska und der Gräfin Friederike von Reden in den 1830er Jahren wohltätige Hilfe geleistet. Verwaltungstechnisch gehörte die Siedlung, die sich im Gebiet der Grafen von Schaffgotsch befand, zur Berggemeinde Gebirgsbauden (Budziska) mit Sitz in Brückenberg (Karpacz Górny). 
Die Einwohnerzahl sank von 77 (1845), 64 (1910) auf 34 (1941). Um 1900 existierten noch etwa 13 Gebäude, es gab u. a. eine Schule (mit Alpengarten, angelegt vom Lehrer Liebig), ein Zollhaus, die Forstbaude und die Schenkendorffbaude sowie die Wohnhäuser Diamant, Klapper und Kretschmer.
 
Nach der Aussiedlung der deutschen Bevölkerung lebten ab 1947 bis in die 1950er Jahre etwa 22 Personen hier in Zacisze Leśne. Als ab 1950 in dieser Gegend die Suche nach Uranerzen durch das Uranbergbau-Unternehmen Zakłady Przemysłowe R-1 begann, mussten die Bewohner die Häuser verlassen. In den 1960er Jahren wurden die Reste der Gebäude gesprengt und die Ortschaft verschwand von der Landkarte. 

Heute ist die gesamte Gegend, die zur Gemarkung Karpacz und Kowary gehört, von Wald bedeckt. 
Durch das Gebiet verläuft jetzt der sogenannte Tabaksteig (Tabaczaną Ścieżką), der an den Tabak-Schmuggel der ehemaligen Einwohner erinnert. 
Die Handlung des Romans Ernst Reiland von Fedor Sommer spielt teilweise hier in Forstbauden.